# Gombosi György
Gombosi György (Budapest, Erzsébetváros, 1904. május 10. – Auschwitz-Gross-Rosen, 1945. január 19.) magyar művészettörténész, író. Gombosi Ottó zenetörténész testvére, Beck Judit festőművész, grafikus első férje.

## Élete
Gombosi József Lipót egri születésű kőszénkereskedő és Bogyó Erzsébet második fia. 1919-ben szüleivel áttért a református vallásra. 1922-ben érettségizett a Markó utcai főreál gimnáziumban. Tanulmányait Firenzében, Berlinben és Budapesten végezte. 1926-ban Berlinben bölcsészdoktori oklevelet szerzett. 1928 és 1930 közt a római Magyar Történeti Intézetösztöndíjasa volt. 1930 és 1932 között gyakornokként dolgozott a budapesti Szépművészeti Múzeumban. Önálló munkái és cikkei főként az olasz művészet különböző korszakaival foglalkoztak. Éber Lászlóval közösen szerkesztette a Művészeti Lexikont. A holokauszt áldozata.

## Családja
Apai nagyszülei Gombosi Mór (1846–1906) egri kereskedő és Rosenfeld Janka (1850–1935), anyai nagyszülei Bogyó Samu (1857–1928) matematikus, pedagógus és Stern Jozefa (1859–1924) voltak.
Első házastársa Beck Judit volt, akivel 1934. január 31-én Budapesten kötött házasságot. 1943-ban elváltak. Felesége szülei Beck Ö. Fülöp szobrász, éremművész és Bárdos Laura voltak. Második felesége B. Méhes Vera (1919–2013) pedagógus volt, aki haláláig gondozta férje hagyatékát. Lánya dr. Balázs Anna (1944).

## Főbb művei
- Spinello Aretino. Eine stilgeschichtliche Studie über die florentinische Malerei des ausgehenden XIV. Jahrhunderts. Egyetemi doktori értekezés is. Gombosi, Georg néven. (Budapest, 1926)
- Francesco Traini a Firenze. (Dedalo, 1926–1927)
- Gr. Andrássy Gyula budapesti gyűjteménye. 1–3. (Magyar Művészet, 1927)
- Tizian’s Bildnis der Victoria Farnese. (Jahrbuch der Preussischen Kunstsammlungen, 1928)
- A San Marco mozaikjai. (Magyar Művészet, 1930)
- Sodomas und Peruzzis Anteil an den Deckenmalerein der Stanza della Segnatura. Gombosi, Georg néven. (Berlin, 1930)
- Pannóniai Mihály és a renaissance kezdetei Ferrarában. (Országos Magyar Szépművészeti Múzeum Évkönyve, 1931)
- Sebastiano del Piombo. (Pantheon, 1934)
- Művészeti lexikon. Építészet, szobrászat, festészet, iparművészet. I–II. köt. 144 képes táblával. Szerk. Éber Lászlóval. (2. bővített és átdolgozott kiadás, Budapest, 1935)
- Palma Vecchio. Des Meisters Gemälde und Zeichnungen. Monográfia. (Klassiker Kunst in Gesamtausgaben. 83. Stuttgart–Berlin, 1937)
- Über venezianische Bildnisse. (Pantheon, 1937)
- Beck Ö. Fülöp. Album. (Ars Hungarica. 15. Budapest, 1938)
- A szépművészetek könyve. Többekkel. (Budapest, 1940)
- Gyerekszoba. Elbeszélések. (Budapest, 1942)
- A Márkus templom porticusa. (Petrovics Elek Emlékkönyv. Bp., 1943)
- Moretto da Brescia. Monográfia. (Ars docta. 4. Basel, 1943)
- Új magyar rajzművészet. Rippl-Rónaitól a Nyolcakig. (Budapest, 1945)